# Теорема Ройшле

Теорема Ройшле:
чевианы, и пересекаются в точке
, и пересекаются в

Теорема Ройшле описывает свойства чевиан треугольника, пересекающихся в одной точке. Теорема названа именем немецкого математика Карла Густава Ройшле (1812—1875). Известна также как теорема Теркема по имени французского математика Олри Теркема (1782—1862), опубликовавшего её в 1842 году.

## Утверждение теоремы
В треугольнике {\displaystyle ABC} с тремя чевианами, пересекающимися в общей точке, отличной от вершин {\displaystyle A}, {\displaystyle B}, {\displaystyle C}, обозначим {\displaystyle P_{a}}, {\displaystyle P_{b}} и {\displaystyle P_{c}} пересечения продолженных сторон треугольника и чевиан. Окружность, проходящая через три точки {\displaystyle P_{a}}, {\displaystyle P_{b}} и {\displaystyle P_{c}} пересекает продолжения сторон треугольника в точках {\displaystyle P'_{a}}, {\displaystyle P'_{b}} и {\displaystyle P'_{c}}. Теорема Ройшле утверждает, что эти три новые чевианы {\displaystyle AP'_{a}}, {\displaystyle BP'_{b}} и {\displaystyle CP'_{c}} пересекаются также в одной точке.

## Частный случай. Пример теоремы Ройшле
- Для окружности девяти точек, которая, в числе прочих, носит и название «окружность Теркема», Теркем доказал теорему Теркема[1]. Она утверждает, что если окружность девяти точек пересекает стороны треугольника или их продолжения в 3 парах точек (в 3 основаниях соответственно высот и медиан), являющихся основаниями 3 пар чевиан, то, если 3 чевианы для 3 из этих оснований пересекаются в 1 точке (например 3 медианы пересекаются в 1 точке), то 3 чевианы для 3 других оснований также пересекаются в 1 точке (то есть 3 высоты также обязаны пересечься в 1 точке).